# BFM2
Pour les articles homonymes, voir BFM.
Ne doit pas être confondu avec BFM Radio, BFM Business, BFM Régions ou BFM TV.
BFM2 est une chaîne de télévision française d'information en continu nationale et privée, faisant partie de la filiale RMC BFM du groupe CMA CGM. Elle est lancée le 25 septembre 2024 à 15 h. BFM2 est l'antenne complémentaire de la chaîne nationale d'actualités BFM TV. Cette déclinaison est principalement exploitée comme canal de diffusion supplémentaire pour BFM TV, notamment lors d’événements nécessitant une retransmission en direct.
Le programme BFM2 n'est pas diffusé sur la télévision numérique terrestre (TNT) mais est accessible via les décodeurs de certains opérateurs ainsi que sur les supports numériques,.
En 2024, la chaîne emploie une équipe d'environ 30 journalistes spécialisés en audio et vidéo. Elle utilise une régie légère pour gérer la diffusion des contenus.

## Histoire

### Développements
L'idée de cette chaîne prend naissance environ deux ans avant son lancement, lorsque BFMTV commence à retransmettre en direct certains événements sur son site web et son application, non diffusés sur son antenne principale.
En août 2023, le directeur général de BFM TV en poste à cette période Marc-Olivier Fogiel, annonce le projet sous le titre BFM2 puis le décrit sous la forme d'un canal de diffusion numérique produit en interne, permettant de « regarder l'autre actualité aussi quand elle se choque. ».

## Organisation

### Dirigeants et effectifs
Président-directeur général de RMC BFM
- depuis juillet 2024 : Nicolas de Tavernost

### Siège
Le siège de BFM2 se situe au 2 rue du Général-Alain-de-Boissieu dans le 15e arrondissement de Paris. Elle rejoint les locaux de BFM TV, RMC Story, RMC Découverte, RMC Sport, BFM Radio, BFM Business, BFM Paris Île-de-France, les sièges du réseau BFM Régions et d’Altice Média.